# Bissingen-ház
A marosvásárhelyi gróf Bissingen-ház a Főtér és a Bartók Béla utca sarkán található. 1880-ban épült, földszintjén működött a Corso kávéház, míg az emeleten a grófi család tartózkodott. Az 1980-as évek végén felújították, visszaadva eredeti barokk homlokzatát.

## Története
Korábban ezen a helyen állt a kétszintes Barcsay-ház, melynek emeleti erkélyéről 1848-ban kihirdették az Uniót.
A Bissingen-házat 1880-ban építtette gróf Lázár Nóra, Bissingen Ottó gróf özvegye. Bissingen Ottó párbajban veszítette életét katonatisztként Kecskeméten (érdekességként a Főtér felőli homlokzaton egyik ablak fölött a kecskemétihez hasonló címer látható). A Bissingen- és a Lázár-családoknak kiterjedt birtokaik voltak a környéken (többek között kastélyuk és vadászházuk volt Meggyesfalván, a Maros mellett), és fontos szerepet töltöttek be Marosvásárhely életében.
A földszinten kezdetben üzlethelyiségek voltak, majd 1904 novemberében itt nyílt meg a Corso, Marosvásárhely egyik legismertebb kávéháza. A főúri berendezéssel ellátott emeleti lakosztályban lakott a Bissingen család, főleg a téli időszakban. A személyzet számára külön részleget tartottak fenn, melyekhez egy hátsó feljáró vezetett. A szomszédos Vámos-házig nyúló telket a család eladta a városnak, és a 20. század eleji városrendezéskor itt nyitották meg a kávéházról elnevezett Korzó közt (jelenlegi nevén Bartók Béla utca).
A palota utolsó tulajdonosa Bissingen Erzsébet grófnő volt, aki a második világháborúban a környéki harcok sebesültjeit nemzetiségre való tekintet nélkül saját autójával szállította kórházba, foglyokat mentett meg, a kórházaknak és szanatóriumoknak élelmiszert szállított meggyesfalvi birtokáról. 1956-ban a románok elítélték és bezárták, szabadulása után Németországba költözött.
A palotát 1948-ban a hatalomra kerülő kommunisták államosították. A földszinten működött a Mercur, az első állami élelmiszerüzlet; az udvarban, ahol az istállók voltak, raktárakat létesítettek az üzlet számára. Az épületet az 1980-as évek végén felújították, jelenleg intézményeknek és üzleteknek ad otthont.

## Leírása
Kétszintes, eklektikus díszítésű saroképület; sarkán torony áll. Tetőzete alacsony, kétsíkú. Az emeleti ablakok feletti díszítések szép kialakításúak, azonban a földszinti nyílások helyett nagyméretű kirakatokat hoztak létre.